# Waltheria brachypetala
Waltheria brachypetala är en malvaväxtart som beskrevs av Porphir Kiril Nicolai Stepanowitsch Turczaninow. Waltheria brachypetala ingår i släktet Waltheria och familjen malvaväxter. Inga underarter finns listade i Catalogue of Life.